# Sena (departamento)

Criação dos departamentos de Paris, Hauts-de-Seine, Seine-Saint-Denis, Val-de-Marne, Essonne, Yvelines, Val-d'Oise a partir dos departamentos de Sena e Sena e Oise em 1968.

O Sena (em francês: Seine) foi um departamento francês abolido a 1 de janeiro de 1968 (assim como o departamento de Seine-et-Oise), sob a lei de 10 de julho de 1964, relativa à reorganização da região de Paris.
Dividiu-se entre quatro departamentos: Paris (dividido em 20 distritos), Hauts-de-Seine (27 comunas), Seine-Saint-Denis (24 comunas) e Val-de-Marne (29 comunas). Originalmente, era chamado simplesmente de Paris.

O Sena e suas comunas antes das anexações de 1860 em favor de Paris.

O Sena com seus 81 comunas como era entre 1929 e 1968 (a cidade de Paris foi ampliada várias vezes entre 1860 e 1929). As cores mostram como o departamento foi dividido em 1968:
Comuna de Paris
Comunas integradas nos Altos do Sena
Comunas integradas em Seine-Saint-Denis
Comunas integradas no Vale do Marne

## História

Brasão do departamento